# إلين سميث
إلين سميث (بالإنجليزية: Elaine Smith)‏ هي ممثلة أسترالية، ولدت في 23 أبريل 1962 في Ayrshire ‏ في المملكة المتحدة.

## وصلات خارجية
- إلين سميث على موقع IMDb (الإنجليزية)
- إلين سميث على موقع قاعدة بيانات الفيلم (الإنجليزية)